# Чонопља
Чонопља (мађ. Csonoplya) је насељено место у граду Сомбору, у Западнобачком управном округу, у Србији, удаљено 12 km од Сомбора. Налази се на надморској висини од 88-95 m. Према попису из 2022. било је 2696 становника.

## Географија
Чонопља је североисточно од Сомбора, на средокраћи пута Светозар Милетић - Кљајићево. Повезана је са околином аутомобилским путем и железничком пругом, која води од Сомбора до Врбаса. Атар села је међу већима у Сомборској општини, захвата 7715 хектара. Климатске одлике атара Чонопље имају све карактеристике умерено континенталне климе, са изражена четири годишња доба.

## Историја
Чонопља је старо село из 14. века. Насеље је уништено за време Турака. Половином 17. века Фрањевци су колонизовали становнике из слива Буне, који су по томе добили назив Буњевци. Средином 18. века новом колонизацијом насељени су Немци и Мађари. После Другог светског рата досељено је више од 3000 становника из околине Слуња, Вргинмоста и Цазина. Данас Чонопља има 2700 становника. Према попису из 1900. године Чонопља је имала 4860 становника.

## Демографија
У насељу Чонопља живи 3582 пунолетна становника, а просечна старост становништва износи 41,8 година (39,7 код мушкараца и 43,8 код жена). У насељу има 1479 домаћинстава, а просечан број чланова по домаћинству је 2,95 (попис 2002).
Ово насеље је углавном насељено Србима (према попису из 2002. године), а у последња четири пописа, примећен је пад у броју становника.
|  |

| Демографија | Демографија | Демографија |
| Година      | Становника  | Становника  |
| ----------- | ----------- | ----------- |
| 1948.       | 5.733       |             |
| 1953.       | 5.633       |             |
| 1961.       | 5.546       |             |
| 1971.       | 5.109       |             |
| 1981.       | 4.749       |             |
| 1991.       | 4.432       | 4.329       |
| 2002.       | 4.359       | 4.433       |
| 2011.       | 3.426       |             |

| Етнички састав према попису из 2002.‍ | Етнички састав према попису из 2002.‍ | Етнички састав према попису из 2002.‍ | Етнички састав према попису из 2002.‍ | Етнички састав према попису из 2002.‍ |
| ------------------------------------ | ------------------------------------ | ------------------------------------ | ------------------------------------ | ------------------------------------ |
|                                      |                                      |                                      |                                      |                                      |
| Срби                                 | Срби                                 |                                      | 3.093                                | 70,95%                               |
| Мађари                               | Мађари                               |                                      | 668                                  | 15,32%                               |
| Југословени                          | Југословени                          |                                      | 160                                  | 3,67%                                |
| Хрвати                               | Хрвати                               |                                      | 129                                  | 2,95%                                |
| Буњевци                              | Буњевци                              |                                      | 113                                  | 2,59%                                |
| Немци                                | Немци                                |                                      | 22                                   | 0,50%                                |
| Црногорци                            | Црногорци                            |                                      | 18                                   | 0,41%                                |
| Роми                                 | Роми                                 |                                      | 14                                   | 0,32%                                |
| Румуни                               | Румуни                               |                                      | 5                                    | 0,11%                                |
| Македонци                            | Македонци                            |                                      | 5                                    | 0,11%                                |
| Словаци                              | Словаци                              |                                      | 3                                    | 0,06%                                |
| Муслимани                            | Муслимани                            |                                      | 2                                    | 0,04%                                |
| Русини                               | Русини                               |                                      | 1                                    | 0,02%                                |
| Руси                                 | Руси                                 |                                      | 1                                    | 0,02%                                |
| непознато                            | непознато                            |                                      | 1                                    | 0,02%                                |

| Година пописа     | 1948. | 1953. | 1961. | 1971. | 1981. | 1991. | 2002. |
| ----------------- | ----- | ----- | ----- | ----- | ----- | ----- | ----- |
| Број домаћинстава | 1.513 | 1.517 | 1.712 | 1.622 | 1.718 | 1.526 | 1.479 |

| Број чланова      | 1   | 2   | 3   | 4   | 5   | 6  | 7  | 8 | 9 | 10 и више | Просек |
| ----------------- | --- | --- | --- | --- | --- | -- | -- | - | - | --------- | ------ |
| Број домаћинстава | 287 | 392 | 270 | 308 | 128 | 61 | 25 | 7 | 1 | 0         | 2,95   |

| Пол    | Укупно | Неожењен/Неудата | Ожењен/Удата | Удовац/Удовица | Разведен/Разведена | Непознато |
| ------ | ------ | ---------------- | ------------ | -------------- | ------------------ | --------- |
| Мушки  | 1.822  | 558              | 1.125        | 89             | 49                 | 1         |
| Женски | 1.935  | 337              | 1.132        | 406            | 60                 | 0         |
| УКУПНО | 3.757  | 895              | 2.257        | 495            | 109                | 1         |

| Пол    | Укупно                    | Пољопривреда, лов и шумарство | Рибарство                            | Вађење руде и камена | Прерађивачка индустрија       |
| ------ | ------------------------- | ----------------------------- | ------------------------------------ | -------------------- | ----------------------------- |
| Мушки  | 835                       | 375                           | 1                                    | 0                    | 170                           |
| Женски | 416                       | 174                           | 0                                    | 0                    | 62                            |
| УКУПНО | 1.251                     | 549                           | 1                                    | 0                    | 232                           |
| Пол    | Производња и снабдевање   | Грађевинарство                | Трговина                             | Хотели и ресторани   | Саобраћај, складиштење и везе |
| Мушки  | 6                         | 57                            | 73                                   | 28                   | 62                            |
| Женски | 0                         | 0                             | 66                                   | 18                   | 8                             |
| УКУПНО | 6                         | 57                            | 139                                  | 46                   | 70                            |
| Пол    | Финансијско посредовање   | Некретнине                    | Државна управа и одбрана             | Образовање           | Здравствени и социјални рад   |
| Мушки  | 0                         | 3                             | 26                                   | 12                   | 10                            |
| Женски | 8                         | 4                             | 18                                   | 26                   | 25                            |
| УКУПНО | 8                         | 7                             | 44                                   | 38                   | 35                            |
| Пол    | Остале услужне активности | Приватна домаћинства          | Екстериторијалне организације и тела | Непознато            | Непознато                     |
| Мушки  | 10                        | 1                             | 1                                    | 0                    | 0                             |
| Женски | 6                         | 1                             | 0                                    | 0                    | 0                             |
| УКУПНО | 16                        | 2                             | 1                                    | 0                    | 0                             |

## Спорт
ФК Слога